# Prefermusic
Prefermusic ist ein Schweizer Musiklabel, das seit 2013 vom Komponisten und Toningenieur Ramon Bischoff und seinem Team unterhalten wird. Das Label hat seinen Sitz in Köniz bei Bern und veröffentlicht genreübergreifende Musik auf diversen Tonträgern sowie auch über digitale Kanäle.
Das Label vertritt keine bestimmte Stilrichtung, sondern setzt nach Aussage des Gründers auf ein verwandtes künstlerisches Schaffen.